# Малые гидрографические суда проекта 19910
Малые гидрографические суда проекта 19910 типа «Вайгач» — серия российских судов для нужд гидрографической службы ВМФ ВС России.
Суда проекта предназначены для обеспечения безопасности судоходства.

## Проект
Проект разработан в ОАО КБ «Вымпел», Нижний Новгород.

## Задачи
- Постановка и снятие навигационных морских буев и вех всех типов;
- Обслуживание (осмотр, перезарядка и ремонт) береговых и плавучих средств навигационного оборудования (СНО), контроля за их бесперебойной работой;
- Выполнение гидрографических работ в объёме возможностей устанавливаемого оборудования;
- Перевозка различных грузов для обеспечения работ береговых СНО и гидрографических подразделений на необорудованном побережье[1].

## История строительства
Головное судно, названное «Вайгач», было заложено на Рыбинском ССЗ 18 сентября 2002	года, спуск на воду произошёл 29 августа 2006 года, а принято 25 ноября 2007 года.

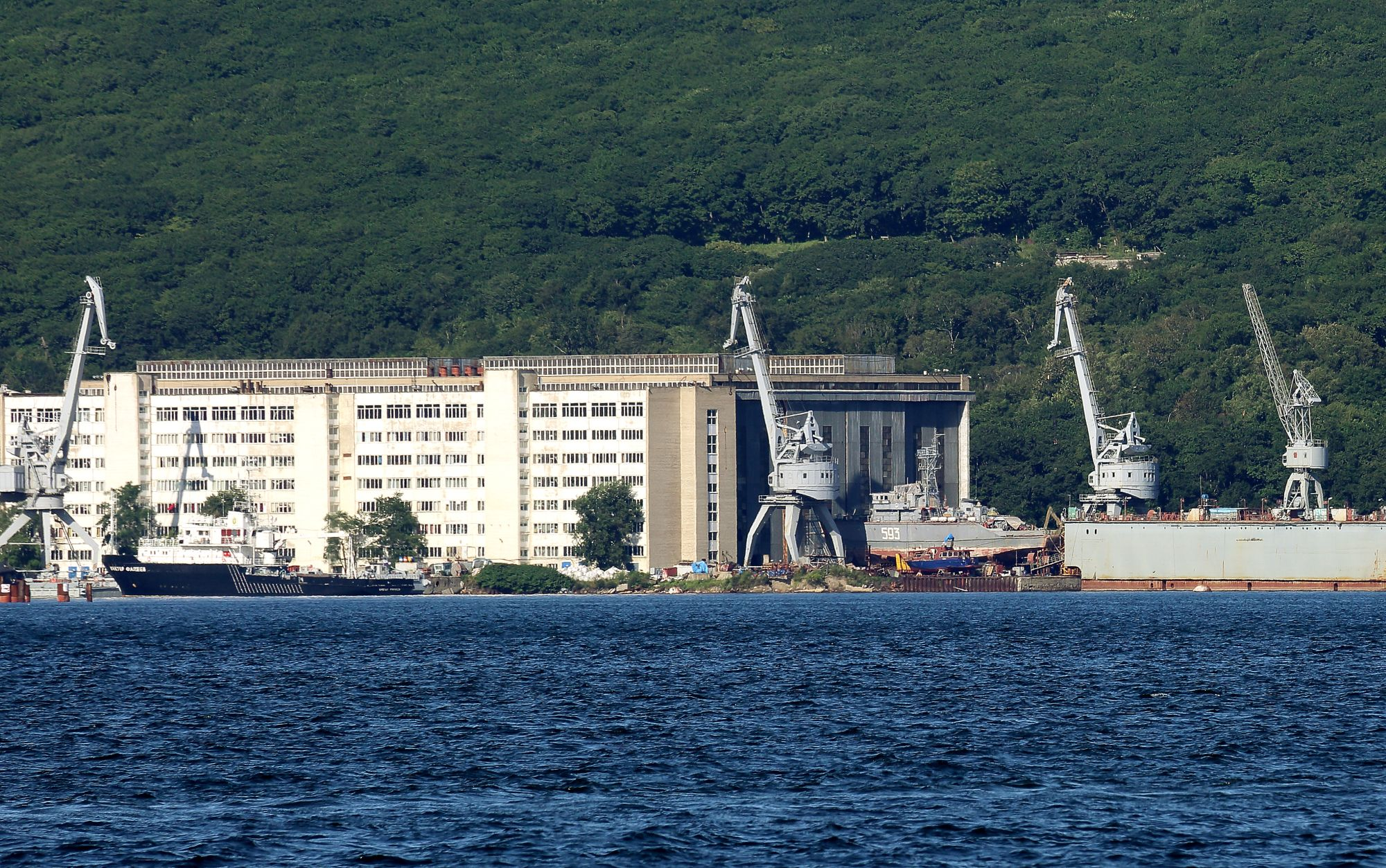
МГС «Виктор Фалеев» на «Восточной верфи»

Первое судно, построенное по проекту В19910, названо МГС «Виктор Фалеев». Его строительство велось во Владивостоке на «Восточной верфи». Закладка состоялась 24 октября 2006 года, спуск на воду состоялся 12 ноября 2011 года и был приурочен к 155-летнему юбилею со дня образования гидрографической службы Тихоокеанского флота, а 26 января 2013 года состоялось подписание приёмного акта.
В 2015 году Министерство обороны Российской Федерации подписало контракт с ОАО «Судостроительный завод „Вымпел“» на изготовление очередного судна проекта 19910 для Северного флота. Закладка малого гидрографического судна прошла 24 декабря 2015 года. Судну дано имя «Николай Скосырев». Для судостроительного завода «Вымпел», данный тип судов стал самым крупным по водоизмещению, когда-либо заложенным заводом. 27 июня 2020 года судно вошло в строй.

## Тактико-технические характеристики
| Характеристика        | проект 19910 типа «Вайгач»           | проект В19910 типа «Виктор Фалеев» |
| --------------------- | ------------------------------------ | ---------------------------------- |
| Водоизмещение полное  | 1200 т                               | около 1000 т                       |
| Длина наибольшая      | 59,0 52,2 м (между перпендикулярами) | 56,4 м                             |
| Длина по КВЛ          | 54,4 м                               | 53,7 м                             |
| Ширина наибольшая     | 11,4 м                               | 11,4                               |
| Ширина по КВЛ         |                                      | 11,0 м                             |
| Высота борта          | 5,4 м                                | 5,4 м                              |
| Осадка                | 3,11 м                               | 2,9 м                              |
| Скорость полного хода | 12,5 узлов                           | 13 узлов                           |
| Дальность плавания    | 3500 миль                            | 2000 миль                          |
| Автономность          | 25 суток                             | 15 суток                           |
| Экипаж                | 17 человек                           | 17 человек                         |

### Конструкция
Суда серии представляют собой, по архитектурно-конструктивному типу, однопалубные двухвинтовые гидрографические суда с удлинённым баком и ледовым форштевнем. Двухъярусная рубка и надстройка на баке расположены в нос от миделя. Также имеется открытая рабочая палуба в корме.

### ГЭУ
Главная электроэнергетическая установка состоит из двух дизель-генераторов мощностью по 1200 кВт с передачей мощности на две полноповоротные винторулевые колонки с ВФШ в насадках (электродвигатели АДГ-550-4, мощностью по 750 кВт) и одно носовое подруливающее устройство, кормовым расположением моторного отделения и средним расположением машинно-котельного отделения;
- 1 вспомогательный дизель-генератор мощностью 300 кВт
- 1 аварийный дизель-генератор мощностью 100 кВт
- 1 вспомогательная котельная установка 1000 кг/ч

### Гидрографическое оборудование

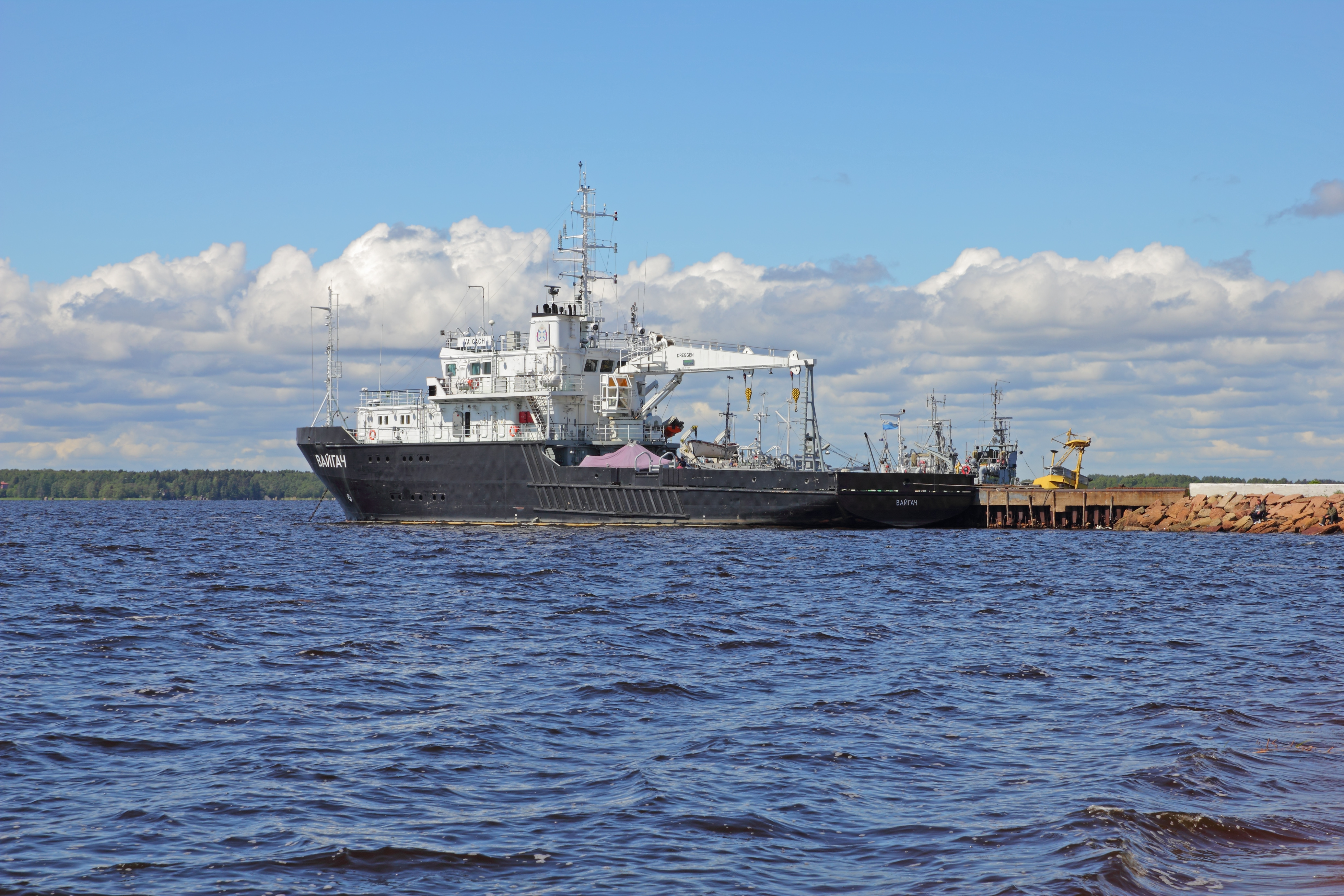
«Вайгач» в акватории Выборгского залива, 3 июня 2012 года

- Многолучевой эхолот — позволяет получать изображение рельефа дна в 3D-формате в режиме реального времени[2].

### Оборудование связи и навигации
- 2 × НРЛС МР-231

### Специальное оборудование
- 8 × 8-тонный электрогидравлический двухгаковый кран
- 1 × 0,16-тонная гидрологическая лебёдка с кран-балкой
- 1 × ручная грузовая таль 0,99 т
- 2 × откидная площадка с гидроприводом
- 2 × площадка-накопитель с вращающимися рольганами[6]

## Представители проекта
Проект 19910
| Наименование         | Изготовитель                                | Зав.№ | Дата закладки | Спуск на воду | Ввод в строй | Место службы | Состояние |
| -------------------- | ------------------------------------------- | ----- | ------------- | ------------- | ------------ | ------------ | --------- |
| «Вайгач»             | Рыбинский ССЗ                               | 08101 | 18.09.2002    | 29.08.2006    | 25.11.2007   | БФ           | В строю   |
| «Николай Скосырев»   | ССЗ «Вымпел», Рыбинск                       | 01801 | 24.12.2015    | 26.06.2019    | 27.06.2020   | СФ           | В строю   |
| «Александр Рогоцкий» | ССЗ им. Октябрьской революции, Благовещенск | 201   | 19.02.2016    | 19.07.2018    | 06.09.2019   | ТОФ          | В строю   |
| ?                    | ССЗ «Залив», Керчь                          | 801   | 26.07.2016    |               |              | ЧФ           | Строится  |
| ?                    | ССЗ «Залив», Керчь                          | 802   | 18.11.2016    |               |              | ЧФ           | Строится  |
| «Амур»               | ССЗ «Залив», Керчь                          | 803   | 30.06.2017    |               |              | ЧФ           | Строится  |
| «Яков Лапушкин»      | ССЗ «Вымпел», Рыбинск                       | 01802 | 22.01.2019    |               | 02.08.2023   | БФ           | В строю   |
| «Василий Бубнов»     | ССЗ им. Октябрьской революции, Благовещенск |       | 26.03.2020    |               | 2025         | ТОФ          | Строится  |

Проект В19910
| Наименование    | Изготовитель                       | Зав.№ | Дата закладки | Спуск на воду | Ввод в строй | Место службы | Состояние |
| --------------- | ---------------------------------- | ----- | ------------- | ------------- | ------------ | ------------ | --------- |
| «Виктор Фалеев» | ССЗ «Восточная верфь», Владивосток | 2001  | 24.10.2006    | 12.11.2011    | 26.01.2013   | ТОФ          | В строю   |